# Maźnica

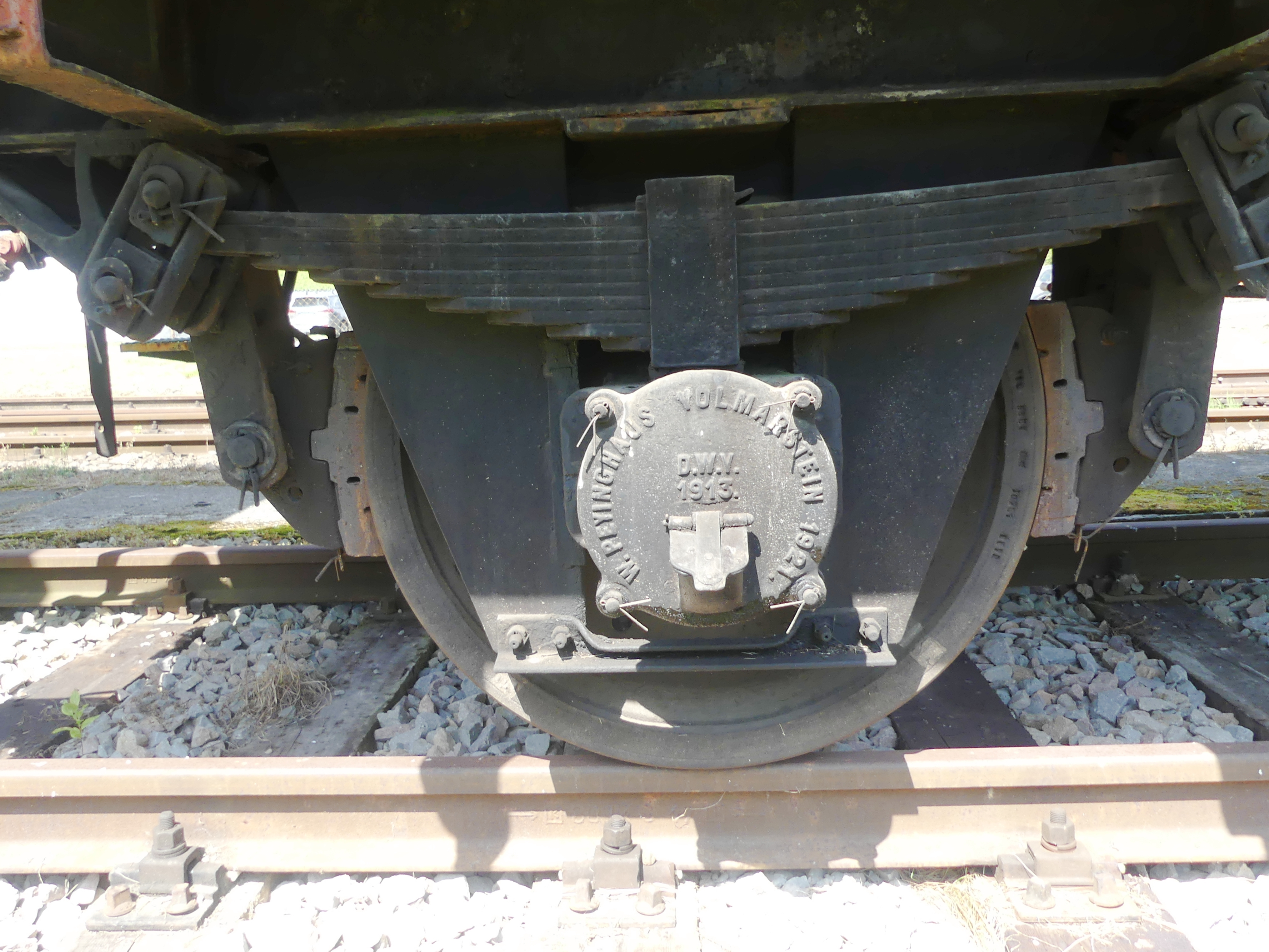
Maźnica w wagonie kolejowym

Maźnica – w pojazdach szynowych łożysko ślizgowe osiowe wraz z urządzeniem smarującym (dawniej) lub obudowa łożyska tocznego pojazdu kolejowego (obecnie).

## Opis
Pierwsze pojazdy pojazdy szynowe, np.  lokomotywy parowe,  wyposażone były w łożysko ślizgowe osiowe wraz z urządzeniem smarującym które dostarcza smar w celu zmniejszenia tarcia.
Zasadniczą funkcją maźnic (łożysko + obudowa) na osi wagonu jest zapewnienie wykonywania ruchu obrotowego przez zestaw kołowy wagonu lub pojazdu szynowego wraz jednoczesną możliwością przenoszenia obciążeń (masa wagonu oraz ładunku) podczas jazdy. Niekorzystne warunki pracy (temperatura, zanieczyszczenia, tarcie, woda, korozja) decydują o wytrzymałości poszczególnych elementów maźnicy oraz jej trwałości eksploatacyjnej.Typowe, najczęściej spotykane uszkodzenia maźnicy spowodowane są niewystarczającym smarowaniem łożyska (brak smaru, niewystarczająca ilość smaru, nadmierna ilość smaru, niewłaściwe okresy wymiany smaru), zanieczyszczenia maźnicy wewnątrz: pyłem, piaskiem.